# Óbarok
Óbarok község Fejér vármegyében, a Bicskei járásban.

## Fekvése
Fejér vármegye északi részén, a Váli-víz partján, Bicske és Szárliget között fekszik, a közeli települések közül Bicske és Újbarok 3-3, Felcsút 8,5, Szárliget pedig 12 kilométer távolságra található.
Közigazgatási területén áthalad az 1-es főút, az M1-es autópálya és a 811-es főút is, de központján csak az idősebb közlekedők körében 100-as útként is ismert 8101-es út halad keresztül. Déli határszélét érinti a 8126-os út és ott ágazik ki utóbbiból Újbarok, Szár és Szárliget irányába a 8113-as út is.
A település a Gerecse hegység délnyugati lábánál, gyönyörű természeti környezetben helyezkedik el. Óbarok a tőle 4 kilométerre fekvő Nagyegyházával alkot egy közigazgatási területet. A munkaképes lakosság többsége Bicske, Tatabánya, Budapest területén dolgozik, naponta ingázik.

## Története
Óbarok első írásbeli említése 1365-ből való, a XV. században a székesfehérvári kereszteslovagok tulajdona volt. A puszta az 1600-as években a Barkó családé volt, akik maguk gazdálkodtak a területen. Innen származik a község elnevezése is. 1850-től Felcsúttal igazgatták egészen 1970-ig, ekkor Bicskéhez csatolták.
Óbarok és Nagyegyháza lakossága az 1999. évi népszavazáson úgy döntött, hogy leválik Bicske városától, és önálló településsé alakul (a 2000. január 9-én tartott időközi önkormányzati választással). A megalakuló képviselő-testület jelentős lemaradást örökölt, legjelentősebb feladatának tekinti az infrastrukturális hátrányok behozását, a község fejlődésének felgyorsítását. Először elkészítették és elfogadták a település rendezési tervét, amely megszabja a terület fejlesztési irányait. Ennek keretében három területen ipari övezetet jelölt ki a képviselő-testület, számítva arra, hogy az M1-es autópálya közelsége miatt hamarosan megjelennek e területen is a befektetők. Ha a tervezett fejlesztések megvalósulnának, együttesen mintegy 500 főt tudnának foglalkoztatni, amely csökkentené a körzetben lévő munkanélküliséget. A község 45 millió forintos költségvetéséből, a kötelező feladatokon túl, 15 millió forintot tud fejlesztésre fordítani. Ez évben megkezdődik egy többfunkciós építmény (faluház) kivitelezése, amely - a pénzügyi források függvényében - 2002-ben be is fejeződhet. Itt kerül elhelyezésre a polgármesteri hivatal, a művelődési ház, a könyvtár és itt kapnak helyet a községben működő civil szervezetek.
A Borbíró Mihály polgármester lemondása miatt kiírt időközi választást 2017. július 23-án Mészáros Kartal nyerte.

## Közélete

### Polgármesterei
- 2000–2002: Tóth László (független)[4][8]
- 2002–2006: Tóth László (független)[9]
- 2006–2010: Borbiró Mihály (független)[10]
- 2010–2014: Borbiró Mihály (független)[11]
- 2014–2017: Borbiró Mihály (független)[12]
- 2017–2019: Mészáros Kartal (független)[13]
- 2019–2024: Mészáros Kartal (Fidesz-KDNP)[14]
- 2024– : Mészáros Kartal (Fidesz-KDNP)[1]

2017. július 23-án időközi polgármester-választást kellett tartani a községben, az előző polgármester lemondása okán.

## Népesség
A település népességének változása:
| Lakosok száma | 792  | 765  | 754  | 823  | 871  | 867  | 900  |
|               | 2013 | 2014 | 2015 | 2021 | 2022 | 2023 | 2024 |

A 2011-es népszámlálás során a lakosok 84,1%-a magyarnak, 2% cigánynak, 4,1% németnek, 0,3% románnak mondta magát (15,9% nem nyilatkozott; a kettős identitások miatt a végösszeg nagyobb lehet 100%-nál). A vallási megoszlás a következő volt: római katolikus 30,7%, református 9,1%, evangélikus 1,3%, görögkatolikus 0,8%, felekezeten kívüli 28,2% (26,6% nem nyilatkozott).
2022-ben a lakosság 90,2%-a vallotta magát magyarnak, 0,6% németnek, 0,2% románnak, 0,2% bolgárnak, 0,1-0,1% szerbnek, ukránnak és cigánynak, 2,3% egyéb, nem hazai nemzetiségűnek (9,8% nem nyilatkozott; a kettős identitások miatt a végösszeg nagyobb lehet 100%-nál). Vallásuk szerint 20,3% volt római katolikus, 8% református, 1% evangélikus, 0,1% görög katolikus, 2,1% egyéb keresztény, 1,4% egyéb katolikus, 13,8% felekezeten kívüli (53,3% nem válaszolt).

## Nevezetességei
- Óbarkon régen egy iskola állt, ami villámcsapás miatt leégett, Később   a helyén  művelődési ház és könyvtár épült, de mára már megszüntették.
- Van egy kastély a felső buszmegállóban, de már csak lakóház. Itt van az úgynevezett Öreg-szikla is. A szikla mellett van egy kisebb barlang.
- A településen található egy Turul-szobor.[18]
- Óbarok közelében, Nagyegyházán áll a Hangistálló rendezvényközpont.
- Nagyegyházán az eocén program keretében szénbányát nyitottak, mely 1981-1989 között működött.[19]